# 서울신천초등학교
서울신천초등학교(서울新川初等學校)는 대한민국 서울특별시 송파구 잠실동에 있는 공립 초등학교이다.

## 학교 연혁
- 1959년 5월 26일 서울자양국민학교 신천분교로 개교(설립인가 3월 27일)
- 1961년 6월 10일 서울신천국민학교로 개칭
- 1962년 2월 9일 제1회 졸업식(24명)
- 1971년 3월 1일 신축 교사(잠실동 35) 이전
- 1976년 1월 28일 병설유치원 설립
- 1978년 7월 22일 송전국민학교(3,4단지) 분리(2468명), 잠일국민학교에서 702명 전입
- 1980년 9월 2일 잠동국민학교로 328명 분리
- 1981년 10월 17일 잠신국민학교로 612명 분리
- 1982년 7월 1일 병설유치원 폐지(대도시 공립 유치원 설립 억제방침)
- 1986년 2월 12일 병설유치원 인가
- 1986년 2월 12일 병설유치원 설립
- 1996년 3월 1일 서울신천초등학교로 개칭
- 2014년 9월 1일 제22대 이근배 교장 취임

## 참고 자료
- 서울신천초등학교 - 한국교육학술정보원 학교알리미